# サルバドール・ゴンサーレス・マルコ
ボロ (Voro) ことサルバドール・ゴンサーレス・マルコ（Salvador González Marco、1963年10月9日 - ）は、スペイン・バレンシア州バレンシア出身の元サッカー選手、現サッカー指導者。スペイン代表であった。現役時代のポジションはディフェンダー（センターバック）。現在はプリメーラ・ディビシオン・バレンシアCFの暫定監督を務めている。

## 経歴

### クラブ
地元のバレンシアCFの下部組織出身で、1982年にバレンシアCF・メスタージャ（Bチーム）に昇格。1984-85シーズンの後半戦はセグンダ・ディビシオン（2部）のCDテネリフェにレンタル移籍し、1985年にバレンシアのトップチームに復帰してからは主力として1993年まで在籍。1989-90シーズンには37試合に出場して2得点し、クラブもリーグ戦で2位となった。1993年にデポルティーボ・ラ・コルーニャに移籍し、1990年代前半から中頃に躍進してスーペル・デポル(Super Depor)と呼ばれたデポルティーボで重要な役割を担った。1996年にセグンダ・ディビシオンのCDログロニェスに移籍し、1999年に現役引退。プリメーラ・ディビシオンでプレーした10シーズンでは通算290試合に出場した。

### 代表
1993年10月13日、ダブリンのランズダウン・ロードで行われた1994 FIFAワールドカップ・ヨーロッパ予選のアイルランド共和国戦でスペイン代表デビュー。ボロは90分間プレーし、スペインは3-1で勝利を収めた。アメリカで開催された1994 FIFAワールドカップ本大会のメンバーにも選出された。

### 現役引退後
現役引退後はバレンシアで試合統括者として働いていたが、2008年4月21日にトップチームのロナルド・クーマン監督が解任され、ボロが暫定監督に就任。2ヶ月間指揮を執り、2007-08シーズンのコパ・デル・レイでは優勝を果たした。シーズン終了後にウナイ・エメリが正式な監督に就任し、ボロは前職に復帰した。

## 監督成績
2023年1月30日現在
| クラブ            | 国           | 就任           | 退任          | 記録 | 記録 | 記録 | 記録 | 記録 | 記録 | 記録 | 記録   |
| クラブ            | 国           | 就任           | 退任          | 試   | 勝   | 分   | 敗   | 得   | 失   | 差   | 勝率   |
| ----------------- | ------------ | -------------- | ------------- | ---- | ---- | ---- | ---- | ---- | ---- | ---- | ------ |
| バレンシアB       | スペインの旗 | 2002年7月1日   | 2004年2月16日 | 63   | 23   | 13   | 27   | 80   | 91   | −11  | 036.51 |
| バレンシア (暫定) | スペインの旗 | 2008年4月21日  | 2008年5月22日 | 5    | 4    | 0    | 1    | 12   | 8    | +4   | 080.00 |
| バレンシア (暫定) | スペインの旗 | 2012年12月1日  | 2012年12月6日 | 1    | 1    | 0    | 0    | 1    | 0    | +1   | 100.00 |
| バレンシア (暫定) | スペインの旗 | 2015年11月30日 | 2015年12月6日 | 2    | 1    | 1    | 0    | 4    | 2    | +2   | 050.00 |
| バレンシア (暫定) | スペインの旗 | 2016年9月20日  | 2016年10月3日 | 3    | 2    | 0    | 1    | 4    | 4    | +0   | 066.67 |
| バレンシア        | スペインの旗 | 2016年12月30日 | 2017年5月21日 | 25   | 10   | 4    | 11   | 37   | 42   | −5   | 040.00 |
| バレンシア (暫定) | スペインの旗 | 2020年6月29日  | 2020年7月19日 | 6    | 2    | 1    | 3    | 5    | 7    | −2   | 033.33 |
| バレンシア (暫定) | スペインの旗 | 2021年5月3日   | 2021年5月22日 | 4    | 2    | 1    | 1    | 7    | 2    | +5   | 050.00 |
| バレンシア (暫定) | スペインの旗 | 2023年1月31日  | 現在          | 0    | 0    | 0    | 0    | 0    | 0    | +0   | —      |
| 合計              | 合計         | 合計           | 合計          | 109  | 45   | 20   | 44   | 150  | 156  | −6   | 041.28 |

## タイトル

### 選手時代
デポルティーボ・ラ・コルーニャ
- コパ・デル・レイ：1回（1994-95）
- スーペルコパ・デ・エスパーニャ：1回（1995）

### 指導者時代
バレンシアCF
- コパ・デル・レイ：1回（2007-08）